# Sistema ZW de determinación del sexo

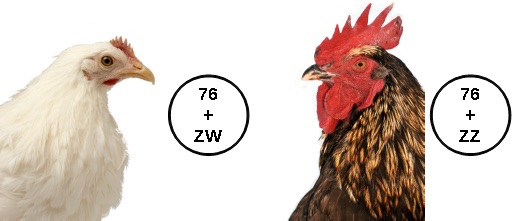
Determinación ZW del sexo en pájaros

El sistema de determinación del sexo ZW es el modo de determinar el sexo de la descendencia de las aves, algunos peces y crustáceos, algunos insectos (como las mariposas y las polillas), y algunos reptiles como el dragón de Komodo. En el sistema ZW el óvulo determina el sexo de los hijos, a diferencia del sistema de determinación del sexo XY, donde es el espermatozoide el que determina el sexo. Se usan las letras Z y W para nombrar a los cromosomas de este sistema para distinguirlos de los del sistema XY. Los machos son homogaméticos (ZZ), mientras que las hembras son heterogaméticas (ZW). El cromosoma Z es más grande y tiene más genes, como el cromosoma X en el sistema XY.
En el caso de las aves no se sabe si la presencia del cromosoma W induce directamente las características femeninas o si la duplicidad del cromosoma ZZ induce las masculinas. A diferencia de los mamíferos no se han descubierto aves con un cromosoma doble W (ZWW) o un solo cromosoma Z (Z0), posiblemente ambas condiciones causen la muerte del embrión. Es posible que la determinación del sexo se produzca por la intervención de ambos cromosomas.
En los lepidópteros (mariposas y polillas), se encuentran casos de hembras Z0, ZZW y ZZWW. Esto indica que el cromosoma W es esencial en la determinación del sexo de en algunas especies (ZZW), pero no en otras (Z0). En la mariposa de la seda (Bombyx mori) el cromosoma W contiene los genes que determinan el sexo femenino.
No hay genes compartidos entre los cromosomas de ZW de las aves y los XY de los mamíferos, y al comparar los cromosomas de los pollos y los humanos el cromosoma Z parece similar al cromosoma somático 9 de los humanos, en lugar de al X o al Y, lo que induce a los investigadores a creer que los sistemas de determinación del sexo ZW y XY no tienen un origen común, sino que los cromosomas sexuales derivan de los autosomas de un ancestro común. Se encontró una relación entre ambos sistemas en un estudio de 2004 donde se comparaba el cromosoma Z de los pollos con el cromosoma X del ornitorrinco. El ornitorrinco tiene un sistema basado en diez cromosomas, donde los cromosomas forman una cadena multivalente en la meiosis masculina, que origina espermatozoides XXXXX y YYYYY, con cromosomas equivalentes a los XY en un extremo de esta cadena y cromosomas equivalentes a los ZW en el otro extremo.